# Jaten (Selogiri)
Jaten is een bestuurslaag in het regentschap Wonogiri van de provincie Midden-Java, Indonesië. Jaten telt 3447 inwoners (volkstelling 2010).